# Tiamat (dinosaurus)
Tiamat („podle babylónské bohyně Tiamat“) byl rod menšího sauropodního dinosaura ze skupiny Titanosauria, který žil v období přelomu rané a pozdní křídy (věky alb a cenoman, asi před 113 až 94 miliony let) na území dnešní severovýchodní Brazílie (stát Ceará, geologické souvrství Açu).

## Objev a popis
Z tohoto sauropodního dinosaura byly objeveny pouze ocasní obratle ze střední části kaudální páteře. Ty má dnes uloženy v depozitářích Federální univerzita v Rio de Janeiro. V roce 2018 byl však ve stejném souvrství objeven také osteoderm (zkostnatělá kožní destička, spoluvytvářející tělesný pancíř), která mohla patřit rovněž tomuto dinosaurovi. Formálně byl tento sauropod popsán v květnu roku 2024, typovým druhem je Tiamat valdecii.

## Zařazení
Fylogenetická analýza určila rodu Tiamat bazální pozici v rámci kladu Titanosauria (jedná se tedy o vývojově primitivního titanosaurního sauropoda), jehož sesterským taxonem je argentinský rod Andesaurus. Vzdálenějším vývojovým příbuzným je pak například australský rod Wintonotitan. Tiamat byl podstatně menší než mnozí jeho současníci z řad titanosaurních sauropodů, jako byl například obří rod Argentinosaurus, žijící přibližně ve stejné době.